# Daya Dyerkens
Daya Dyerkens (geboren vor 1460; gestorben 1491 in Diepenveen) war eine Ordensfrau, Lehrerin und Priorin im Kloster Diepenveen.

## Leben
Über das frühe Leben von Daya Dyerkens ist nichts bekannt. Sie war Ordensfrau im Frauenkloster Diepenveen, ein Kloster der Devotio Moderna. Im Jahr 1460 wurde sie mit zwei anderen Schwestern in das Kloster Hilwartshuizen geschickt, um den Schwestern dort den Lebensstil und die Regeln des Windesheimer Ordens näherzubringen. Ihr wurde die Leitung der dortigen Mensa übertragen. Daya wird im Schwesternbuch von Diepenveen als äußerst streng beschrieben. Sie kümmerte sich nur um den Herrn und um das, was ihr befohlen wurde. Auch als Lehrerin war sie sehr direkt. Als sie einmal sah, dass die Kinder draußen zu tanzen begannen, war sie so streng mit ihnen, dass sie, so ist es im Buch der Schwestern beschrieben, „für den Rest ihres Lebens nie wieder tanzen wollten“. Um 1466 kehrte Daya Dyerkens nach Diepenveen zurück, wo sie 1472 zur Priorin gewählt wurde. Sechs Jahre später wurde sie abgesetzt, weil die Schwestern sie für zu streng hielten. Unbeeindruckt davon blieb sie weitere 23 Jahre lang mit ihrer Hingabe und Strenge ein gutes Beispiel. Die Tatsache, dass sie aufgrund ihrer Strenge als Priorin abgesetzt wurde, weist darauf hin, dass die Disziplin im Kloster deutlich geringer war als sechzig Jahre zuvor, während des Priorats von Salome Sticken.